# Heinrich Stoll (Jurist)

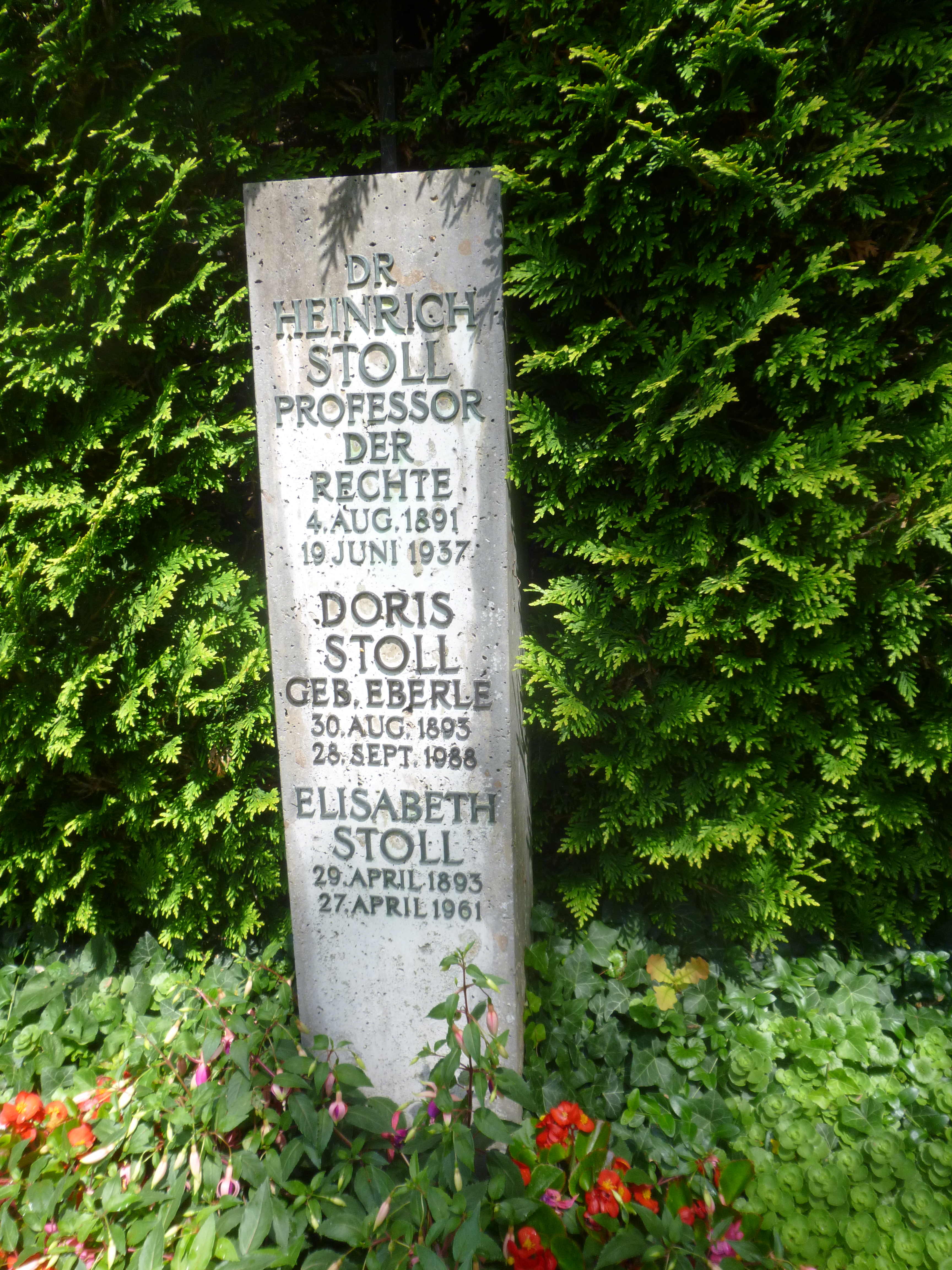
Stadtfriedhof Tübingen

Heinrich Stoll (* 4. August 1891 in Weinheim; † 19. Juni 1937 in Tübingen) war ein deutscher Jurist und Rechtshistoriker.
Er promovierte 1921 in Bonn und  habilitierte sich 1923 in Heidelberg. Ab 1927 war er Professor für Bürgerliches Recht und römisches Recht in Tübingen. Er schloss sich der SA an.
Stoll ist vor allem für seine Arbeiten auf dem Gebiet des Schuldrechts bekannt. In seinem 1936 erschienenen Buch Die Lehre von den Leistungsstörungen prägte er den Begriff der Leistungsstörung, der heute eine der Grundkategorien des Schuldrechts darstellt. Das Buch gab als Denkschrift des Ausschusses für Personen-, Vereins- und Schuldrecht Stolls Überlegungen zu einer Reform des Schuldrechts wieder, die er im Auftrag der Akademie für Deutsches Recht entwickelt hatte.
Sein Sohn war der Rechtswissenschaftler Hans Stoll.

## Werke (Auswahl)
- Deutsches Bauernrecht, 1935, 2. Auflage 1938 (ergänzt von Fritz Baur, 3. Auflage 1942, 4. Auflage 1943 (= Grundrisse des Deutschen Rechts, Band 1).
- Vertrag und Unrecht, 2 Halbbände, 1936, 2. Auflage 1941/42, 3. Auflage 1943, 4. Auflage 1944 (= Grundrisse des Deutschen Rechts, Band 2).
- Die Lehre von den Leistungsstörungen. Denkschrift des Ausschusses für Personen-, Vereins- und Schuldrecht (= Schriften der Akademie für Deutsches Recht), Tübingen 1936.